# فهرست برگزیدگان جشنواره تئاتر فجر
جشنوارهٔ تئاتر فجر از سال ۱۳۶۱، همه‌ساله در دههٔ فجر، در ایران برگزار می‌شود. بسیاری از دوره‌های این جشنواره غیررقابتی برگزار شده‌است. آنچه در پی می‌آید فهرستی از برندگان تندیس جشنوارهٔ تئاتر فجر است به تفکیک دوره‌هایی که به شکل رقابتی برگزار شده‌است.

## دورهٔ بیست و هفتم
برگزیدگان:
| بخش             | جایزه             | نامزد                                     | نمایش                                     |
| --------------- | ----------------- | ----------------------------------------- | ----------------------------------------- |
| مسابقهٔ بین‌الملل | موسیقی            | آنکیدو دارش                               | متابولیک                                  |
| مسابقهٔ بین‌الملل | طراحی لباس و صحنه | استفان وبر                                | قصر                                       |
| مسابقهٔ بین‌الملل | بازیگر زن         | آنی ریشتا                                 | مریض خیالی                                |
| مسابقهٔ بین‌الملل | بازیگر مرد        | قربان صابر                                | رستم و سهراب                              |
| مسابقهٔ بین‌الملل | کارگردانی         | توماس شوایگن                              | قصر                                       |
| مسابقهٔ بین‌الملل | جایزه بزرگ        | رستم و سهراب (به کارگردانی سلطان عثمانوف) | رستم و سهراب (به کارگردانی سلطان عثمانوف) |

## دورهٔ سی‌ام
برگزیدگان:
| بخش             | جایزه          | نامزد           | نمایش/اجرا                   |
| --------------- | -------------- | --------------- | ---------------------------- |
| مسابقهٔ بین‌الملل | موسیقی         | مسعود سخاوت‌دوست | دو لیتر در دو لیتر صلح       |
| مسابقهٔ بین‌الملل | طراحی صحنه     | یوشیکاتسو ایتو  | قصر مه آلود                  |
| مسابقهٔ بین‌الملل | بازیگر زن      | ناتالی منتا     | بیست هزار فرسنگ زیر دریا     |
| مسابقهٔ بین‌الملل | بازیگر مرد     | صابر ابر        | ریچارد سوم                   |
| مسابقهٔ بین‌الملل | نمایشنامه‌نویسی | حمیدرضا آذرنگ   | دو لیتر در دو لیتر صلح       |
| مسابقهٔ بین‌الملل | کارگردانی      | آتیلا پسیانی    | ریچارد سوم                   |
| مسابقهٔ بین‌الملل | جایزهٔ ویژه     | قصر مه آلود     | قصر مه آلود                  |
| مسابقهٔ بین‌الملل | جایزه بزرگ     | آتیلا پسیانی    | ریچارد سوم                   |
| مسابقهٔ ایران    | طراحی صحنه     | شیما میرحمیدی   | به مراسم مرگ داداش خوش آمدید |
| مسابقهٔ ایران    | بازیگر زن      | ثریا شیرزادی    | مرگ کسب و کار من است         |
| مسابقهٔ ایران    | بازیگر مرد     | حمیدرضا آذرنگ   | خون رقصه                     |
| مسابقهٔ ایران    | نمایشنامه‌نویسی | سلما رفیعی      | به مراسم مرگ داداش خوش آمدید |
| مسابقهٔ ایران    | کارگردانی      | سمانه زندی نژاد | به مراسم مرگ داداش خوش آمدید |

## دورهٔ سی و یکم
برگزیدگان:
| بخش                                  | جایزه                   | نامزد                                    | نمایش/اجرا                     |
| ------------------------------------ | ----------------------- | ---------------------------------------- | ------------------------------ |
| مسابقهٔ پوستر                         | مسابقهٔ پوستر            | آرش تنهایی                               | سرگذشت دو روزنامه‌نگار          |
| مسابقهٔ عکس                           | مسابقهٔ عکس              | کاوه کرمی                                | خیاط ناشی و چهار اپیزود دیگر   |
| مسابقهٔ بین‌الملل                      | موسیقی                  | بابک مهری                                | گیل گمش                        |
| مسابقهٔ بین‌الملل                      | طراحی لباس              | آتوسا قلمفرسایی                          | هملت                           |
| مسابقهٔ بین‌الملل                      | طراحی صحنه              | منوچهر شجاع                              | هملت                           |
| مسابقهٔ بین‌الملل                      | نمایش نامه/تقدیر داوران | نسیم احمدپور                             | تل ضحاک                        |
| مسابقهٔ بین‌الملل                      | بازیگر زن               | پانته‌آ پناهی‌ها                           | ویتسک                          |
| مسابقهٔ بین‌الملل                      | بازیگر مرد              | مرتضی اسماعیل کاشی                       | ویتسک                          |
| مسابقهٔ بین‌الملل                      | کارگردانی               | علی‌اصغر دشتی و نیکلاس هلبلینگ            | تل ضحاک                        |
| جایزهٔ ویژه                           | گروه نمایش ویتسک        | ویتسک                                    |                                |
| مسابقهٔ ایران                         | موسیقی                  | سیاوش لطفی                               | پوتین‌های عمو بابا              |
| مسابقهٔ ایران                         | طراحی صحنه              | سید محمد مساوات                          | بازیخانه قیاس‌الدین مع‌الفارق    |
| مسابقهٔ ایران                         | بازیگر زن               | رؤیا افشار                               | درخشش در ساعت مقرر             |
| مسابقهٔ ایران                         | بازیگر مرد              | فرزین صابونی                             | ترن                            |
| مسابقهٔ ایران                         | نمایشنامه‌نویسی          | میلاد اکبر نژاد                          | کابوس وقتی کاپوچینو تمام می‌شود |
| مسابقهٔ ایران                         | کارگردانی               | سیما تیرانداز                            | مرد مقابل                      |
| مسابقهٔ مناطق، تجربه‌های نو، نگاه تازه | موسیقی                  | محمد فرشته‌نژاد                           | آن سٌم‌ها سرگذشتمان نبشت         |
| مسابقهٔ مناطق، تجربه‌های نو، نگاه تازه | طراحی صحنه              | امیر حسین دوانی                          | پروانگی                        |
| مسابقهٔ مناطق، تجربه‌های نو، نگاه تازه | بازیگری زن              | رؤیا میرعلمی                             | زمان لرزه                      |
| مسابقهٔ مناطق، تجربه‌های نو، نگاه تازه | بازیگری مرد             | بهرام افشاری                             | رابینسون کروزوئه               |
| مسابقهٔ مناطق، تجربه‌های نو، نگاه تازه | نمایشنامه‌نویسی          | اصغر گروسی                               | زمان لرزه                      |
| مسابقهٔ مناطق، تجربه‌های نو، نگاه تازه | کارگردانی               | عامر مسافر                               | پروانگی                        |
| مسابقهٔ رادیو تئاتر                   | بازیگری زن              | سحر حاجی آغاسی                           | یک دروغ زیبا و شبیه شمر        |
| مسابقهٔ رادیو تئاتر                   | بازیگری زن              | فریبا طاهری‌فرد                           | همه دزدها که دزد نیستند        |
| مسابقهٔ رادیو تئاتر                   | بازیگری مرد             | امیر جوشقانی                             | همه دزدها که دزد نیستند        |
| مسابقهٔ رادیو تئاتر                   | بازیگری مرد             | بیوک میرزایی                             | جلد اول چاپ آخر                |
| مسابقهٔ رادیو تئاتر                   | تهیه‌کنندگی              | فرشاد آذرنیا                             | همه دزدها که دزد نیستند        |
| مسابقهٔ رادیو تئاتر                   | نمایشنامه‌نویسی          | بابک صفی‌خانی                             | یک دروغ زیبا                   |
| مسابقهٔ رادیو تئاتر                   | کارگردانی               | مینو جبارزاده                            | همه دزدها که دزد نیستند        |
| مسابقهٔ تئاتر خیابانی                 | موسیقی                  | کیارش رحیمی، محمد زارع و علیجان اسماعیلی | مترسک                          |
| مسابقهٔ تئاتر خیابانی                 | بازیگر زن               | مرجان قاسمی                              | هفت خوان از تولید به مصرف      |
| مسابقهٔ تئاتر خیابانی                 | بازیگر مرد              | علی محمد رادمنش                          | چه پی و چوچاپ                  |
| مسابقهٔ تئاتر خیابانی                 | طرح و ایده              | علی‌محمد رادمنش                           | چه پی و چوچاپ                  |
| مسابقهٔ تئاتر خیابانی                 | طراحی                   | مصطفی کولیوندی                           | هفت خوان از تولید به مصرف      |
| مسابقهٔ تئاتر خیابانی                 | کارگردانی               | علی‌محمد رادمنش                           | چه پی و چوچاپ                  |

## دورهٔ سی و دوم
برگزیدگان:
| بخش                        | جایزه          | نامزد               | نمایش/اجرا                   |
| -------------------------- | -------------- | ------------------- | ---------------------------- |
| مسابقهٔ بین‌الملل            | موسیقی         | ولادیمیر استانیفسکی | Pythian Oratorio             |
| مسابقهٔ بین‌الملل            | طراحی صحنه     | آرش دادگر           | هملت                         |
| مسابقهٔ بین‌الملل            | بازیگر زن      | نیکل هیسترس         | خانه برنارد آلبا             |
| مسابقهٔ بین‌الملل            | بازیگر مرد     | پیام دهکردی         | مرد بالشی                    |
| مسابقهٔ بین‌الملل            | نمایشنامه‌نویسی | حسین کیانی          | در شوره‌زار                   |
| مسابقهٔ بین‌الملل            | کارگردانی      | آرش دادگر           | هملت                         |
| مسابقهٔ بین‌الملل            | جایزهٔ ویژه     | زنان ایبسن          | زنان ایبسن                   |
| مسابقهٔ بین‌الملل            | جایزهٔ بزرگ     | هملت                | هملت                         |
| مسابقهٔ تازه‌های تئاتر ایران | موسیقی         | محمدرضا جدیدی       | سه جلسه تراپی و یک مهمانی    |
| مسابقهٔ تازه‌های تئاتر ایران | طراحی صحنه     | سعید حسنلو          | فرجام سفر طولانی طوبا        |
| مسابقهٔ تازه‌های تئاتر ایران | کارگردانی      | سیدمحسن حسن‌زاده     | فرجام سفر طولانی طوبا        |
| مسابقهٔ مرور تئاتر ایران    | موسیقی         | حامد علیزاده        | بی بری                       |
| مسابقهٔ مرور تئاتر ایران    | طراحی صحنه     | علیرضا داوری        | بی بری                       |
| مسابقهٔ مرور تئاتر ایران    | بازیگر زن      | زهره کامیاب         | رد پر پروانه‌ای از آن سر دنیا |

## دورهٔ سی و سوم
برگزیدگان:
| بخش                        | جایزه          | نامزد                      | نمایش/اجرا                       |
| -------------------------- | -------------- | -------------------------- | -------------------------------- |
| مسابقهٔ بین‌الملل            | موسیقی         | بهار ایلچی                 | wow                              |
| مسابقهٔ بین‌الملل            | طراحی صحنه     | ایمان اسکندری              | بیرون پشت در                     |
| مسابقهٔ بین‌الملل            | بازیگر زن      | الهام کردا و ستاره اسکندری | هم هوایی                         |
| مسابقهٔ بین‌الملل            | بازیگر مرد     | خسرو شهراز                 | اولیور توویست                    |
| مسابقهٔ بین‌الملل            | بازیگر مرد     | توماج دانش بهزادی          | بیرون پشت در                     |
| مسابقهٔ بین‌الملل            | نمایشنامه‌نویسی | مهین صدری                  | هم هوایی                         |
| مسابقهٔ بین‌الملل            | کارگردانی      | محمد مساوات                | خانه واده                        |
| مسابقهٔ بین‌الملل            | جایزهٔ ویژه     | بیرون پشت در               | بیرون پشت در                     |
| مسابقهٔ تازه‌های تئاتر ایران | طراحی گریم     | ماریا حاجی‌ها               | Tabes got talent و یک صبح ناگهان |
| مسابقهٔ تازه‌های تئاتر ایران | موسیقی         | سهند تاکی                  | بوقلمون                          |
| مسابقهٔ تازه‌های تئاتر ایران | طراحی صحنه     | سعید یزدانی                | یک زندگی بهتر                    |
| مسابقهٔ تازه‌های تئاتر ایران | بازیگر زن      | مه‌لقا باقری                | بوقلمون                          |
| مسابقهٔ تازه‌های تئاتر ایران | بازیگر مرد     | شهروز دل افکار             | باد شیشه را می‌لرزاند             |
| مسابقهٔ تازه‌های تئاتر ایران | نمایشنامه‌نویسی | خیراله تقیانی‌پور بوقلمون   | بوقلمون                          |
| مسابقهٔ تازه‌های تئاتر ایران | کارگردانی      | خیراله تقیانی‌پور           | بوقلمون                          |
| مسابقهٔ تئاتر خیابانی       | موسیقی         | احمد صمیمی و حامد نساج     | نگرانم                           |
| مسابقهٔ تئاتر خیابانی       | بازیگر زن      | فاطمه رادمنش               | چرخ روز افزا                     |
| مسابقهٔ تئاتر خیابانی       | بازیگر مرد     | محمدهادی عطایی             | ستاره                            |
| مسابقهٔ تئاتر خیابانی       | طرح و ایده     | احمد صمیمی                 | نگرانم                           |
| مسابقهٔ تئاتر خیابانی       | طراحی فضا      | مصطفی کولیوندی             | از ۵۹ تا چند؟                    |
| مسابقهٔ تئاتر خیابانی       | کارگردانی      | مهدی حبیبی                 | نبش کوچه بن‌بست                   |

## دورهٔ سی و چهارم
برگزیدگان:
| بخش                  | جایزه          | نامزد                               | نمایش/اجرا                            |
| -------------------- | -------------- | ----------------------------------- | ------------------------------------- |
| مسابقهٔ بین‌الملل      | طراحی گریم     | ماریا حاجیها                        | جنایت و مکافات                        |
| مسابقهٔ بین‌الملل      | موسیقی         | گروه موسیقی نمایش مجلس قربانی سنمار | مجلس قربانی سنمار                     |
| مسابقهٔ بین‌الملل      | طراحی لباس     | احسان فلاحت پیشه                    | سفر به نهایت دور                      |
| مسابقهٔ بین‌الملل      | طراحی صحنه     | رضا گوران                           | شب آوازهایش را می‌خواند                |
| مسابقهٔ بین‌الملل      | بازیگر زن      | سوده شرحی                           | جنایت و مکافات                        |
| مسابقهٔ بین‌الملل      | بازیگر مرد     | لارس آی دینگر                       | هملت                                  |
| مسابقهٔ بین‌الملل      | نمایشنامه‌نویسی | امین ابراهیمی                       | ترانه ای برای تو                      |
| مسابقهٔ بین‌الملل      | کارگردانی      | ایمان افشاریان                      | جنایت و مکافات                        |
| مسابقهٔ بین‌الملل      | جایزهٔ ویژه     | گروه بیِن                            | وقتی ما مردگان برمی‌خیزیم              |
| مسابقهٔ بین‌الملل      | جایزهٔ بزرگ     | کمپانی شائوبونه برلین               | هملت                                  |
| مسابقهٔ بین‌الملل      | طراحی بروشور   | علی آق حسین‌پور                      | ترانه‌ای برای تو                       |
| مسابقهٔ بین‌الملل      | طراحی پوستر    | ماتئو دیزایلی                       | هیولاها                               |
| مسابقهٔ تئاتر ایران   | طراحی گریم     | ثمین سالک                           | داستان‌های میان رودان                  |
| مسابقهٔ تئاتر ایران   | موسیقی         | سعید ذهنی                           | ترور                                  |
| مسابقهٔ تئاتر ایران   | طراحی صحنه     | رضا مهدی‌زاده                        | ترور و هیچ‌کس نبود بیدارمان کند        |
| مسابقهٔ تئاتر ایران   | طراحی لباس     | پریدخت عابدین نژاد                  | هیچ‌کس نبود بیدارمان کند و طپانچه خانم |
| مسابقهٔ تئاتر ایران   | بازیگر زن      | فریبا متخصص                         | هیچ‌کس نبود بیدارمان کند و طپانچه خانم |
| مسابقهٔ تئاتر ایران   | بازیگر مرد     | محمدرضا صولتی                       | تاریکی و تب سرد روی پیشانی داغ        |
| مسابقهٔ تئاتر ایران   | نمایشنامه‌نویسی | ساناز بیان                          | عامدانه، عاشقانه، قاتلانه و هتلی‌ها    |
| مسابقهٔ تئاتر ایران   | کارگردانی      | شهاب الدین حسین پور                 | طپانچه خانم                           |
| مسابقهٔ تئاتر ایران   | طراحی بروشور   | امین وطنی                           | کات                                   |
| مسابقهٔ تئاتر ایران   | طراحی پوستر    | جواد علی‌خوئیان                      | تاریکی                                |
| نسل نو               | طراحی بروشور   | سعید خالقی                          | خواب طولانی انارآباد                  |
| نسل نو               | طراحی پوستر    | علی گل‌احمر                          | یادآر مرا                             |
| مسابقهٔ تئاتر خیابانی | موسیقی         | گروه موسیقی خوشه برنج               | خوشه برنج                             |
| مسابقهٔ تئاتر خیابانی | بازیگر زن      | فاطمه رادمنش                        | نوازش جوجه تیغی                       |
| مسابقهٔ تئاتر خیابانی | بازیگر مرد     | علی محمد رادمنش                     | نوازش جوجه تیغی                       |
| مسابقهٔ تئاتر خیابانی | طرح و ایده     | محسن اردشیر                         | خوشه برنج                             |
| مسابقهٔ تئاتر خیابانی | طراحی فضا      | روح‌الله سنایی                       | کسی فشنگ‌ها را نمی‌شمارد (۲)            |
| مسابقهٔ تئاتر خیابانی | جایزهٔ ویژه     | یکتا توکلی                          | نوازش جوجه تیغی                       |
| مسابقهٔ تئاتر خیابانی | کارگردانی      | امیرحسین شفیعی                      | کسی فشنگ‌ها را نمی‌شمارد (۲)            |

## دورهٔ سی و پنجم
برگزیدگان:
| بخش                                                         | جایزه                       | نامزد                                         | نمایش/اجرا                         |
| ----------------------------------------------------------- | --------------------------- | --------------------------------------------- | ---------------------------------- |
| مسابقهٔ بین‌الملل                                             | موسیقی                      | فرشاد فزونی                                   | خوشبختی‌های کوچک سوسک شدن           |
| مسابقهٔ بین‌الملل                                             | طراحی لباس                  | شیما میرحمیدی                                 | رؤیای نیمه شب تابستان              |
| مسابقهٔ بین‌الملل                                             | طراحی صحنه                  | امیرحسین دوانی                                | صور اسرافیل                        |
| مسابقهٔ بین‌الملل                                             | بازیگر زن                   | فاطمه نقوی                                    | صور اسرافیل دیابولیک رومئو و ژولیت |
| مسابقهٔ بین‌الملل                                             | بازیگر مرد                  | پارسا پیروزفر                                 | ماتریوشکا                          |
| مسابقهٔ بین‌الملل                                             | نمایشنامه‌نویسی              | حسین پاکدل                                    | کابوس حضرت اشرف                    |
| مسابقهٔ بین‌الملل                                             | کارگردانی                   | جرزی زون                                      | همسرایی یتیمان                     |
| مسابقهٔ بین‌الملل                                             | طراحی صدا                   | لیزاوربلن                                     | یک                                 |
| مسابقهٔ بین‌الملل                                             | طراحی گریم                  | سارا اسکندری                                  | رؤیای نیمه شب تابستان              |
| مسابقهٔ مرور جشنواره                                         | طراحی نور                   | علی قربانی فرد                                | افراسیاب                           |
| مسابقهٔ مرور جشنواره                                         | طراحی لباس                  | سمانه احمدی مطلق                              | چیدا                               |
| مسابقهٔ مرور جشنواره                                         | طراحی صحنه                  | مرتضی نجفی                                    | قاقمان                             |
| مسابقهٔ مرور جشنواره                                         | موسیقی                      | احسان آنالویی                                 | چیدا                               |
| مسابقهٔ مرور جشنواره                                         | بازیگر زن                   | نسیم ادبی                                     | ناسور                              |
| مسابقهٔ مرور جشنواره                                         | بازیگر مرد                  | هدایت هاشمی                                   | افسانه ببر                         |
| مسابقهٔ مرور جشنواره                                         | طراحی گریم                  | مجید ادراکی                                   | مرگ آنجل‌ها                         |
| نمایشنامه نویسی                                             | پیام لاریان                 | پرسه‌های موازی                                 |                                    |
| کارگردانی                                                   | امین ابراهیمی و پیام لاریان | زمستان بود و پرسه‌های موازی                    |                                    |
| مسابقهٔ جوانان                                               | طراحی نور                   | شهاب مهربان‌پور                                | لوسیا                              |
| مسابقهٔ جوانان                                               | طراحی لباس                  | سیامک دورانی                                  | یتیم خانه فونیکس                   |
| مسابقهٔ جوانان                                               | طراحی صحنه                  | داود مورگان                                   | یتیم خانه فونیکس                   |
| مسابقهٔ جوانان                                               | بازیگر زن                   | پانته‌آ مرزبانیان                              | خاطرات هنرپیشه نقش دوم             |
| مسابقهٔ جوانان                                               | بازیگر مرد                  | حسین پورکریمی                                 | چهل گیس و حسن کچل                  |
| مسابقهٔ جوانان                                               | نمایشنامه‌نویسی              | محمدرضا طاهری و فاطمه رضایی                   | دا                                 |
| مسابقهٔ جوانان                                               | کارگردانی                   | افشین زمانی                                   | خاطرات هنرپیشه نقش دوم             |
| مسابقهٔ جوانان                                               | طراحی گریم                  | سمیه ارقبایی                                  | یتیم خانه فونیکس                   |
| مسابقهٔ محیطی، تعاملی، آلترناتیو و دیگر گونه‌های تئاتر بیرونی | طراحی فضا و فضاسازی         | سعید بهنام و نسیم ریاضی و نسرین فرشباف        | برگرد مرا ببین                     |
| مسابقهٔ محیطی، تعاملی، آلترناتیو و دیگر گونه‌های تئاتر بیرونی | بازیگر زن                   | تینا یونس‌تبار، پرستو قربانی و آبان حسین‌آبادی  | پروانه                             |
| مسابقهٔ محیطی، تعاملی، آلترناتیو و دیگر گونه‌های تئاتر بیرونی | بازیگر مرد                  | بانی‌پال شومون                                 | برگرد مرا ببین                     |
| مسابقهٔ محیطی، تعاملی، آلترناتیو و دیگر گونه‌های تئاتر بیرونی | کارگردانی                   | سعید بهنام خانیکی و نسیم ریاضی و شیرین فرشباف | برگرد مرا ببین                     |
| مسابقهٔ محیطی، تعاملی، آلترناتیو و دیگر گونه‌های تئاتر بیرونی | طراحی فضا و فضاسازی         | مسعود براهیمی و جلال کاشانی                   | زیرزمین                            |
| مسابقهٔ محیطی، تعاملی، آلترناتیو و دیگر گونه‌های تئاتر بیرونی | موسیقی                      | احمد جعفری                                    | مستند پخش نشده میرزا               |
| مسابقهٔ محیطی، تعاملی، آلترناتیو و دیگر گونه‌های تئاتر بیرونی | بازیگر زن                   | رستا رضوی                                     | فیش                                |
| مسابقهٔ محیطی، تعاملی، آلترناتیو و دیگر گونه‌های تئاتر بیرونی | بازیگر مرد                  | فرامرز قلیچ خانی                              | فیش                                |
| مسابقهٔ محیطی، تعاملی، آلترناتیو و دیگر گونه‌های تئاتر بیرونی | کارگردانی                   | مسعود براهیمی                                 | زیرزمین                            |
| جایزه ادبیات نمایشی                                         | پیام لاریان                 | پروانه الجزایری                               |                                    |

## دورهٔ سی و ششم
برگزیدگان:
| بخش                                    | جایزه                      | نامزد                                               | نمایش/اجرا                                |
| -------------------------------------- | -------------------------- | --------------------------------------------------- | ----------------------------------------- |
| مسابقهٔ بین‌الملل                        | موسیقی                     | جرون ویتز و والنتاین دایننس                         | دهن گنده                                  |
| مسابقهٔ بین‌الملل                        | طراحی لباس                 | ندا نصر                                             | فهرست مردگان                              |
| مسابقهٔ بین‌الملل                        | طراحی صحنه                 | اشکان خیل نژاد                                      | پسران تاریخ                               |
| مسابقهٔ بین‌الملل                        | بازیگر زن                  | کاتیا بورکله                                        | هملت                                      |
| مسابقهٔ بین‌الملل                        | بازیگر مرد                 | مرتضی اسماعیل کاشی                                  | مفیستو                                    |
| مسابقهٔ بین‌الملل                        | نمایشنامه‌نویسی             | مهدی ضیاچمنی                                        | حذفیات                                    |
| مسابقهٔ بین‌الملل                        | کارگردانی                  | اشکان خیل نژاد                                      | پسران تاریخ                               |
| مسابقهٔ بین‌الملل                        | طراحی صدا                  |                                                     | دهن گنده                                  |
| مسابقهٔ بین‌الملل                        | نمایش                      | گروه نمایش پسران تاریخ                              | پسران تاریخ                               |
| مسابقهٔ بین‌الملل                        | نمایش                      | گروه نمایش ملانکولی                                 | ملانکولی                                  |
| مسابقهٔ تئاتر ایران (بخش الف)           | موسیقی                     | آنکیدو دارش و باران احصایی                          | آکواریوم                                  |
| مسابقهٔ تئاتر ایران (بخش الف)           | طراحی صحنه                 | سعید حسنلو                                          | و چند داستان دیگر                         |
| مسابقهٔ تئاتر ایران (بخش الف)           | بازیگر زن                  | معصومه کریمی                                        | و چند داستان دیگر                         |
| مسابقهٔ تئاتر ایران (بخش الف)           | بازیگر مرد                 | بهنام شرفی                                          | آبی مایل به صورتی                         |
| مسابقهٔ تئاتر ایران (بخش الف)           | نمایشنامه‌نویسی             | علیرضا نادری                                        | کوکوی کبوتران حرم                         |
| مسابقهٔ تئاتر ایران (بخش الف)           | کارگردانی                  | پیام لاریان                                         | و چند داستان دیگر                         |
| نمایش برگزیده                          | و چند داستان دیگر          |                                                     |                                           |
| مسابقهٔ تئاتر ایران (بخش ب)             | موسیقی                     | میلاد قنبری                                         | پیانیستولوژی                              |
| مسابقهٔ تئاتر ایران (بخش ب)             | طراحی صحنه                 | شهاب افتخاری                                        | پیانیستولوژی                              |
| مسابقهٔ تئاتر ایران (بخش ب)             | بازیگر زن                  | ستاره پسیانی                                        | صد در صد                                  |
| مسابقهٔ تئاتر ایران (بخش ب)             | بازیگر مرد                 | مهران امام بخش                                      | ماراساد                                   |
| مسابقهٔ تئاتر ایران (بخش ب)             | بازیگر مرد                 | علی ملاحی محمد                                      | اعداد در بیابان                           |
| مسابقهٔ تئاتر ایران (بخش ب)             | نمایشنامه‌نویسی             | ساناز بیان                                          | شلتر                                      |
| مسابقهٔ تئاتر ایران (بخش ب)             | کارگردانی                  | امین میری                                           | شلتر                                      |
| مسابقهٔ تئاتر خیابانی                   | بازیگر                     | گروه بازیگران نمایش تولیدی لیلی و مجنون             | تولیدی لیلی و مجنون                       |
| مسابقهٔ تئاتر خیابانی                   | ایده و کارگردانی           | پژمان شاه‌وردی                                       | تولیدی لیلی و مجنون                       |
| مسابقهٔ تئاتر خیابانی                   | فضاسازی                    | رضا ثلاثی                                           | تولیدی لیلی و مجنون                       |
| مسابقهٔ تئاتر خیابانی                   | جایزهٔ ویژه خلاقیت          | آرام ساعدپناه و آزاد روز جنگ                        | آینه زندگی                                |
| مسابقهٔ تئاتر خیابانی                   | اجرا                       | پژمان شاه‌وردی سرپرست گروه نمایش تولیدی لیلی و مجنون | تولیدی لیلی و مجنون                       |
| مسابقهٔ خارج از صحنه (مکان‌های نامتعارف) | ایدهٔ برتر                  | سعید بهنام                                          | طلوع آفتاب ساعت ۱۴/۷ دقیقه                |
| مسابقهٔ خارج از صحنه (مکان‌های نامتعارف) | بازیگر/اجراگر              | آوا درویشی و پرستو قربانی                           | نرگس                                      |
| مسابقهٔ خارج از صحنه (مکان‌های نامتعارف) | اجرای برگزیدهٔ بخش بین‌الملل | دیریس ورهوفن                                        | مناظر مجرم                                |
| مسابقهٔ خارج از صحنه (مکان‌های نامتعارف) | اجرای برگزیدهٔ بخش ایرانی   | حسین توازنی‌زاده                                     | نرگس                                      |
| مسابقه نمایشنامه‌نویسی                  | برگزیدگان بدون اولویت      | محمد منعم، پیام لاریان، علی عابدی                   | لبخند باشکوه آقای اژدهاک، استرالیا، تیولا |

## دورهٔ سی و هفتم
برگزیدگان:
| بخش             | جایزه          | نامزد              | نمایش/اجرا                            |  |
| --------------- | -------------- | ------------------ | ------------------------------------- |  |
| مسابقهٔ بین‌الملل | موسیقی         | نوید گوهری         | پرومته طاعون                          |  |
| مسابقهٔ بین‌الملل | طراحی لباس     | آلن موسیتزه        | زندگی احمقانه                         |  |
| مسابقهٔ بین‌الملل | طراحی صحنه     | فرهاد فزونی        | دستورالعمل‌های پرواز برای خدمه         |  |
| مسابقهٔ بین‌الملل | بازیگر زن      | فاطمه معتمد آریا   | خنکای ختم خاطره                       |  |
| مسابقهٔ بین‌الملل | بازیگر مرد     | اصغر پیران         | نامبرده                               |  |
| مسابقهٔ بین‌الملل | نمایشنامه‌نویسی | علی شمس            | وقتی خروس غلط می‌خواند                 |  |
| مسابقهٔ بین‌الملل | کارگردانی      | علی اصغر دشتی      | نامبرده                               |  |
| مسابقهٔ بین‌الملل | طراحی صدا      | فرشاد فزونی        | دستورالعمل‌های پرواز برای خدمه و خلبان |  |
| مسابقهٔ بین‌الملل | نمایش برگزیده  | گروه نمایش نامبرده | نامبرده                               |  |

| بخش                           | جایزه          | نامزد            | نمایش/اجرا    |
| ----------------------------- | -------------- | ---------------- | ------------- |
| مسابقهٔ تئاتر ایران (بخش جوان) | موسیقی         | میثم عبدی        | عروسی خون     |
| مسابقهٔ تئاتر ایران (بخش جوان) | طراحی صحنه     | سجاد امیر مجاهدی | قضیه خون      |
| مسابقهٔ تئاتر ایران (بخش جوان) | بازیگر زن      | آرزو عبداللهی    | آنشرلی        |
| مسابقهٔ تئاتر ایران (بخش جوان) | بازیگر مرد     | ابراهیم عزیزی    | فیل در تاریکی |
| مسابقهٔ تئاتر ایران (بخش جوان) | نمایشنامه‌نویسی | علی کرسی زر      | فرایند        |
| مسابقهٔ تئاتر ایران (بخش جوان) | کارگردانی      | مهرداد مصطفوی    | فیل در تاریکی |

| بخش                              | جایزه          | نامزد             | نمایش/اجرا                |
| -------------------------------- | -------------- | ----------------- | ------------------------- |
| مسابقهٔ تئاتر ایران (بخش حرفه ای) | موسیقی         | میلاد قنبری       | دریاچه قو                 |
| مسابقهٔ تئاتر ایران (بخش حرفه ای) | طراحی صحنه     | سعید حسنلو        | پروانه الجزایری           |
| مسابقهٔ تئاتر ایران (بخش حرفه ای) | بازیگر زن      | عاطفه پوربهرام    | دریاچه قو                 |
| مسابقهٔ تئاتر ایران (بخش حرفه ای) | بازیگر مرد     | هومن حاج عبداللهی | تناسخ سی تا سی و پنج تومن |
| مسابقهٔ تئاتر ایران (بخش حرفه ای) | نمایشنامه‌نویسی | پیام لاریان       | پروانه الجزایری           |
| مسابقهٔ تئاتر ایران (بخش حرفه ای) | کارگردانی      | رضا صابری         | دریاچه قو                 |

## دورۀ سی و هشتم
برگزیدگان:
| بخش                    | جایزه                                                   | نامزد                             | نمایش/اجرا                    |
| ---------------------- | ------------------------------------------------------- | --------------------------------- | ----------------------------- |
|                        | عکس                                                     | کیارش مسیبی                       | لولیتا نسخه ۱۲                |
|                        | پوستر                                                   | مریم برادران                      | کنتر باس                      |
| مسابقهٔ نمایش‌های صحنه‌ای | موسیقی                                                  | بهفر کایدی                        | همه فرزندان مکبث              |
| مسابقهٔ نمایش‌های صحنه‌ای | طراحی لباس                                              | مقدی شا میریان                    | مارلون براندو                 |
| مسابقهٔ نمایش‌های صحنه‌ای | طراحی صحنه                                              | مجتبی رستمی فر                    | همه فرزندان مکبث              |
| مسابقهٔ نمایش‌های صحنه‌ای | طراحی حرکت                                              | مجتبی رستمی فر                    | همه فرزندان مکبث              |
| مسابقهٔ نمایش‌های صحنه‌ای | طراحی نور                                               | ایمان نخلستانی                    | همه فرزندان مکبث              |
| مسابقهٔ نمایش‌های صحنه‌ای | طراحی گریم                                              | فاطیما حزباوی                     | همه فرزندان مکبث              |
| مسابقهٔ نمایش‌های صحنه‌ای | بازیگر زن                                               | رومینا مومنی                      | بیگانه در خانه                |
| مسابقهٔ نمایش‌های صحنه‌ای | بازیگر مرد                                              | امیر جدیدی                        | شاه ماهی                      |
| مسابقهٔ نمایش‌های صحنه‌ای | جایزه ویزه بازیگری                                      | نوید محمدزاده                     | بیگانه در خانه                |
| مسابقهٔ نمایش‌های صحنه‌ای | نمایشنامه‌نویسی                                          | سید محمد مساوات ، عمادالدین رجبلو | بیگانه در خانه،متساوی الساقین |
| مسابقهٔ نمایش‌های صحنه‌ای | کارگردانی                                               | سید محمد مساوات                   | بیگانه در خانه                |
| مسابقهٔ نمایش‌های صحنه‌ای | جایزه ویژۀ هیئت داوران                                  | مهسا غفوریان                      | ژنتیک                         |
| مسابقهٔ نمایش‌های صحنه‌ای | جایزه بزرگ                                              | سید محمد مساوات                   | بیگانه در خانه                |
| مسابقهٔ نمایش‌های صحنه‌ای | طراحی صدا                                               | آرمین خیردان                      | شاه ماهی                      |
| مسابقهٔ رادیو تئاتر     | موسیقی و افکت                                           | نرگس موسی‌پور                      | عروس فراه                     |
| مسابقهٔ رادیو تئاتر     | تهیه‌کنندگی                                              | امیر هوشنگ کریم نیا               | کسوف                          |
| مسابقهٔ رادیو تئاتر     | بازیگر زن                                               | اُم البنین کوهستانی                | گروهبان                       |
| مسابقهٔ رادیو تئاتر     | بازیگر مرد                                              | بهرام سروری نژاد                  | رهایی در بند                  |
| مسابقهٔ رادیو تئاتر     | نمایشنامه‌نویسی                                          | سمیه محسنی نیک                    | گروهبان                       |
| مسابقهٔ رادیو تئاتر     | کارگردانی                                               | داریوش شهبازی                     | کسوف                          |
| مسابقهٔ تئاتر خیابانی   | بازیگری زن                                              | مرجان آقانوری                     | میمون کشی                     |
| مسابقهٔ تئاتر خیابانی   | بازیگری مرد                                             | سامان شکیبا                       | سیرک و میمون کشی              |
| مسابقهٔ تئاتر خیابانی   | طرح و ایده                                              | مارال ایزدبخش و رضا بهرامی        | قهرمان کیست؟                  |
| مسابقهٔ تئاتر خیابانی   | کارگردانی                                               | سمیه مهری                         | سیرک                          |
| مسابقهٔ تئاتر خیابانی   | طراحی فضا                                               | سمیه مهری                         | سیرک                          |
| مسابقهٔ تئاتر خیابانی   | جایزه بزرگ                                              | سمیه مهری                         | قهرمان کیست                   |
| مسابقهٔ تئاتر خیابانی   | موسیقی                                                  | احمد صمیمی و امیرمحمد انصافی      | دست... کاری                   |
| مسابقه نمایشنامه‌نویسی  | محمد صادق گلچین عارفی،مرضیه شاه دادی،مهدی افشار قهرمانی | سی‌زیف، ابراهیم، راهبان مجسمه گچی  |                               |

## دورۀ سی و نهم
برگزیدگان: 
| بخش                    | جایزه                      | نامزد                     | نمایش/اجرا                  |
| ---------------------- | -------------------------- | ------------------------- | --------------------------- |
| مسابقهٔ نمایش‌های صحنه‌ای | موسیقی                     |                           |                             |
| مسابقهٔ نمایش‌های صحنه‌ای | طراحی لباس                 | سعید معروفی               | تن‌ها                        |
| مسابقهٔ نمایش‌های صحنه‌ای | طراحی صحنه                 | سعید مؤذنی                | بهشت حکیم الله              |
| مسابقهٔ نمایش‌های صحنه‌ای | طراحی حرکت                 |                           |                             |
| مسابقهٔ نمایش‌های صحنه‌ای | طراحی نور                  | رضا پورتراب‌زاده           | اپیدمی                      |
| مسابقهٔ نمایش‌های صحنه‌ای | طراحی گریم                 | سارا اسکندری              | سگدو                        |
| مسابقهٔ نمایش‌های صحنه‌ای | بازیگر زن                  | ویدا موسوی                | بهشت حکیم الله              |
| مسابقهٔ نمایش‌های صحنه‌ای | بازیگر مرد                 |                           |                             |
| مسابقهٔ نمایش‌های صحنه‌ای | جایزه ویزه بازیگری         |                           |                             |
| مسابقهٔ نمایش‌های صحنه‌ای | نمایشنامه‌نویسی             | محمد چرم‌شیر               | سگدو                        |
| مسابقهٔ نمایش‌های صحنه‌ای | کارگردانی                  |                           |                             |
| مسابقهٔ نمایش‌های صحنه‌ای | جایزه ویژۀ هیئت داوران     |                           |                             |
| مسابقهٔ نمایش‌های صحنه‌ای | جایزه بزرگ                 |                           |                             |
| مسابقهٔ نمایش‌های صحنه‌ای | طراحی صدا                  |                           |                             |
| مسابقهٔ رادیو تئاتر     | موسیقی و افکت              | نرگس موسی‌پور              | اتاق ۲۴                     |
| مسابقهٔ رادیو تئاتر     | تهیه‌کنندگی                 |                           |                             |
| مسابقهٔ رادیو تئاتر     | بازیگر زن                  |                           |                             |
| مسابقهٔ رادیو تئاتر     | بازیگر مرد                 | علی میلانی و ایوب آقاخانی | سین جیم                     |
| مسابقهٔ رادیو تئاتر     | بازیگر مرد                 | عباس توفیقی               | اتاق ۲۴                     |
| مسابقهٔ رادیو تئاتر     | نمایشنامه‌نویسی             | سینا نیکوکار              | سین جیم                     |
| مسابقهٔ رادیو تئاتر     | کارگردانی                  | علی بهرامی                | سین جیم                     |
| مسابقهٔ تئاتر خیابانی   | بازیگری زن                 |                           |                             |
| مسابقهٔ تئاتر خیابانی   | بازیگری مرد                |                           |                             |
| مسابقهٔ تئاتر خیابانی   | طرح و ایده                 | سمیه مهری                 | مضحکه در مضحکه              |
| مسابقهٔ تئاتر خیابانی   | کارگردانی                  | مهدی ضیائیان              | نبرد بام                    |
| مسابقهٔ تئاتر خیابانی   | طراحی فضا                  | سید مهرداد کاووسی         | زهی خیال باطل               |
| مسابقهٔ تئاتر خیابانی   | جایزه بزرگ و نمایش برگزیده | هادی کیانی                | واگویه های یک فشنگ جنون زده |
| مسابقهٔ تئاتر خیابانی   | موسیقی                     |                           |                             |
| مسابقه نمایشنامه‌نویسی  | اول                        | محسن عظیمی                | من پیپ هستم آقای دیکنز      |
| مسابقه نمایشنامه‌نویسی  | دوم                        | مهرداد رایانی مخصوص       | مردی که گل به دهان گریست    |
| مسابقه نمایشنامه‌نویسی  | سوم                        | مهدی علیپور               | جنگ و صلح                   |

## دوره چهلم
برگزیدگان: 
| بخش                    | جایزه                 | نامزد                                                                          | نمایش/اجرا                                                                                  |
| ---------------------- | --------------------- | ------------------------------------------------------------------------------ | ------------------------------------------------------------------------------------------- |
| مسابقهٔ نمایش‌های صحنه‌ای | موسیقی                | ویلیام نیری                                                                    | بانوی محبوب من                                                                              |
| مسابقهٔ نمایش‌های صحنه‌ای | طراحی لباس            | آژمان بیژنی‌نسب                                                                 | هملرم بیژنی                                                                                 |
| مسابقهٔ نمایش‌های صحنه‌ای | طراحی صحنه            | مجتبی رستمی‌فر                                                                  | ژولیوس سزار                                                                                 |
| مسابقهٔ نمایش‌های صحنه‌ای | طراحی حرکت            | مجتبی رستمی‌فر                                                                  | ژولیوس سزار                                                                                 |
| مسابقهٔ نمایش‌های صحنه‌ای | طراحی نور             | ایمان نخلستاتی                                                                 | ژولیوس سزار                                                                                 |
| مسابقهٔ نمایش‌های صحنه‌ای | طراحی گریم            | محمد مسیبی                                                                     | احتمالات                                                                                    |
| مسابقهٔ نمایش‌های صحنه‌ای | بازیگر زن             | نورا هاشمی                                                                     | بانوی محبوب من                                                                              |
| مسابقهٔ نمایش‌های صحنه‌ای | بازیگر مرد            | تینو صالحی                                                                     | سگک                                                                                         |
| مسابقهٔ نمایش‌های صحنه‌ای | نمایشنامه‌نویسی        | باقر سروش                                                                      | سالخوردگی                                                                                   |
| مسابقهٔ نمایش‌های صحنه‌ای | کارگردانی             | مجتبی رستمی‌فر                                                                  | ژولیوس سزار                                                                                 |
| مسابقهٔ رادیو تئاتر     | موسیقی و افکت         | نرگس موسی‌پور                                                                   | «کافه» و «ضیافت مرغان مهاجر»                                                                |
| مسابقهٔ رادیو تئاتر     | بازیگر زن             | الهه علیزاده                                                                   | مافگه                                                                                       |
| مسابقهٔ رادیو تئاتر     | بازیگر مرد            | بهرام سروری‌نژاد                                                                | کافه                                                                                        |
| مسابقهٔ رادیو تئاتر     | نمایشنامه‌نویسی        | زهرا اسماعیلی                                                                  | مافگه                                                                                       |
| مسابقهٔ رادیو تئاتر     | کارگردانی             | زهرا اسماعلی                                                                   | مافگه                                                                                       |
| بخش دیگرگونه‌های اجرایی | کارگردانی             | مریم خلیلی                                                                     | هفت تا نه و نیم                                                                             |
| مسابقهٔ تئاتر خیابانی   | بازیگری زن            | -                                                                              | -                                                                                           |
| مسابقهٔ تئاتر خیابانی   | بازیگری مرد           | هادی کیانی                                                                     | روده درازی‌های یک مرده بی‌صاحب                                                                |
| مسابقهٔ تئاتر خیابانی   | طرح و ایده            | هادی کیانی                                                                     | هادی کیانی                                                                                  |
| مسابقهٔ تئاتر خیابانی   | کارگردانی             | هادی کیانی                                                                     | -                                                                                           |
| مسابقهٔ تئاتر خیابانی   | طراحی فضا             | هادی کیانی                                                                     | روده درازی‌های یک مرده بی‌صاحب                                                                |
| مسابقهٔ تئاتر خیابانی   | طراحی لباس            | هادی کیانی                                                                     | روده درازی‌های یک مرده بی‌صاحب                                                                |
| مسابقهٔ تئاتر خیابانی   | موسیقی                | آریان خسروی                                                                    | باجه تلفن                                                                                   |
| مسابقه نمایشنامه‌نویسی  | برگزیدگان بدون اولویت | سعیدرضا خوش‌شانس، پیام لاریان، کیوان فهیمی، مهرداد بقائی، بهنام سرلک، سهیل ملکی | شطیحات اشباح، مدیترانه‌ای، اسپوتنیک نوای یک تنهایی، استخوان در گلو، ایاز شیش آبجی، هیچ و پوچ |